# Толстиково (Новгородская область)

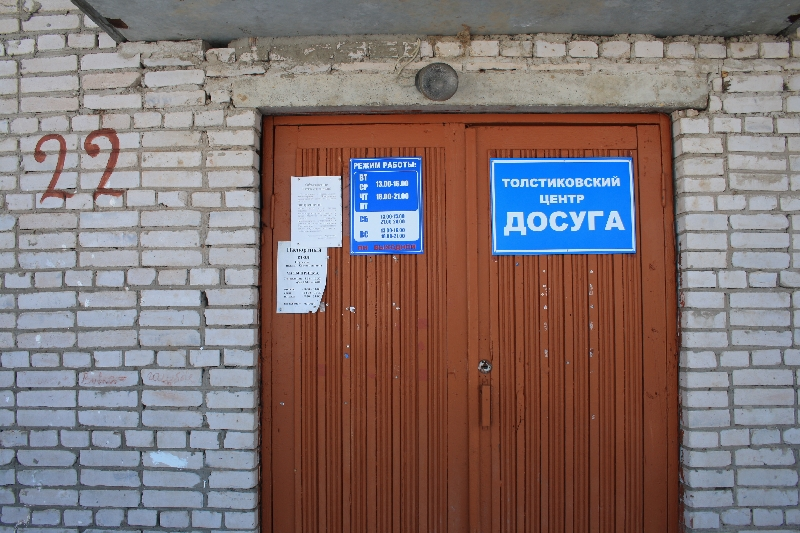
Центр досуга в Толстиково

То́лстиково — деревня в Новгородском районе Новгородской области. Входит в состав Борковского сельского поселения.
Расположена между рекой Веряжа и автодорогой А116 Великий Новгород — Шимск.
Ближайшие деревни — Старое Куравчино, Новое Куравчино, Новое Храмзино.